# Prednastavak
Prednastavak (poznat i pod engleskim nazivom prequel) je izraz koji se koristi za dela fikcije (književna dela, stripovi, filmovi, TV serije, video igre i sl.) čija je radnja smeštena u vreme pred radnju nekog drugog, ali s njim narativno povezanog dela fikcije. Sličan je s nastavkom (engl. sequel), s tom razlikom što nastavci prikazuju događaje posle originala. Prednastavci ne moraju da imaju isti ili sličan zaplet ili likove kao original, ali zato obično s njima dele isti fiktivni univerzum, odnosno mnoge od detalja, obično pružajući pozadinu zbivanja u originalu ili objašnjenje za karakterizaciju likova. Prednastavci se često prave imajući u vidu da gledaoci koji su gledali originale mogu da naslute njihov rasplet, pa se namerno koriste reference u svrhu dramaturške ironije. 
Jedan od najpoznatijih primera prednastavaka je trilogija filmova iz ciklusa Ratova zvezda napravljena između 1999. i 2005. godine, a koja opisuje događaje pre onih prikazanih u originalnoj trilogiji od 1977. do 1983.

## Literatura
- Silverblatt, Art (2007). Genre Studies in Mass Media: A Handbook. M. E. Sharpe. стр. 211. ISBN 9780765616708. „Prequels focus on the action that took place before the original narrative. For instance, in Star Wars: Episode III – Revenge of the Sith the audience learns about how Darth Vader originally became a villain. A prequel assumes that the audience is familiar with the original—the audience must rework the narrative so that they can understand how the prequel leads up to the beginning of the original.”